# Konstruktiv länkning
Konstruktiv länkning är en princip för kursdesign, formulerad av professor John Biggs, som bygger på idén att såväl kursens undervisnings- och läraktiviteter som dess examination/bedömningsmetoder ska vara länkade till kursens lärandemål. Namnet, liksom själva principen, grundar sig dels på den pedagogiska skolbildningen konstruktivism och dels på begreppet länkning inom målbaserad utbildning. Principen kan tillämpas på allt från enstaka kursmoduler till hela utbildningsprogram. 
Lärandemål blev en central del i europeisk högre utbildning i och med Bolognaprocessen. Enligt ESG (The Standards and guidelines for quality assurance in the European Higher Education Area), som tagits fram bland annat av ENQA, och som definierar en standard för europeisk högre utbildning, sägs: Bedömningen låter studenterna visa i vilken utsträckning lärandemålen har uppnåtts. Studenterna får återkoppling, som vid behov innehåller vägledning kopplad till lärandeprocessen. , vilket är helt i linje med konstruktiv länkning.
För att en kurs ska vara fullständigt konstruktivt länkad krävs att följande fyra objekt är parvis länkade:
- lärandemålen, uttryckta med aktiva verb, som anger vad studenten ska kunna (göra) efter godkänd kurs
- undervisnings- och läraktiviteterna, som hjälper studenten att uppfylla lärandemålen
- examinationen, där studenten visar att den uppfyller lärandemålen
- bedömningskriterier, som beskriver i vilken utsträckning lärandemålen ska vara uppfyllda för att studenten ska få en viss bedömning (betyg)

Konstruktiv länkning benämns ibland också målsamverkan.